# Diveria
La Diveria (également dénommée Doveria sur son cours suisse) (en allemand : Krummbach) est une rivière des Alpes, située en Suisse et en Italie, un affluent du Toce, donc un sous-affluent du Pô, par le Tessin et le lac Majeur et est le principal confluent de la  Tosa. Cette rivière draine les eaux du côté sud du col du Simplon, en Suisse.

## Parcours
Elle prend sa source par la jonction des torrents alpins Krummbach, provenant du col du Simplon et passant par Simplon-Dorf, et Laggina, près du village de Gabi, à 2 005 m, au sud du col du Simplon, en Suisse. A Gondo, elle est rejointe par la Grosses Wasser, provenant du lieu-dit Zwischbergen. Elle arrive en Italie, prend le nom de Torrente Diveria et coule tout au long du val Divedro par les villages de Paglino, de Trasquera Iselle, Bertoni de Varzo, Varzo. Son principal confluent, la Cairasca, la rejoint près de Bertonio, avant de se jeter dans la Tosa, près de Crevoladossola.

## Hydrologie
Le débit moyen du Krummbach sur la période 1995 - 2007 est de 0,75 m3/s à la hauteur du hameau de Klusmatten à 1 795 m sur la commune de Simplon.

## Particularités
La vallée alimentée par la Diveria est la seule vallée du Valais se situant dans le bassin versant du Pô, et non du Rhône.
Cette rivière est située en Haut-Valais, il s'agit d'une partie du canton du Valais en Suisse dans laquelle est parlée le haut-valaisan, un dialecte germanique. En haut-valaisan son nom est Churumm Bach.